# Es Baluard

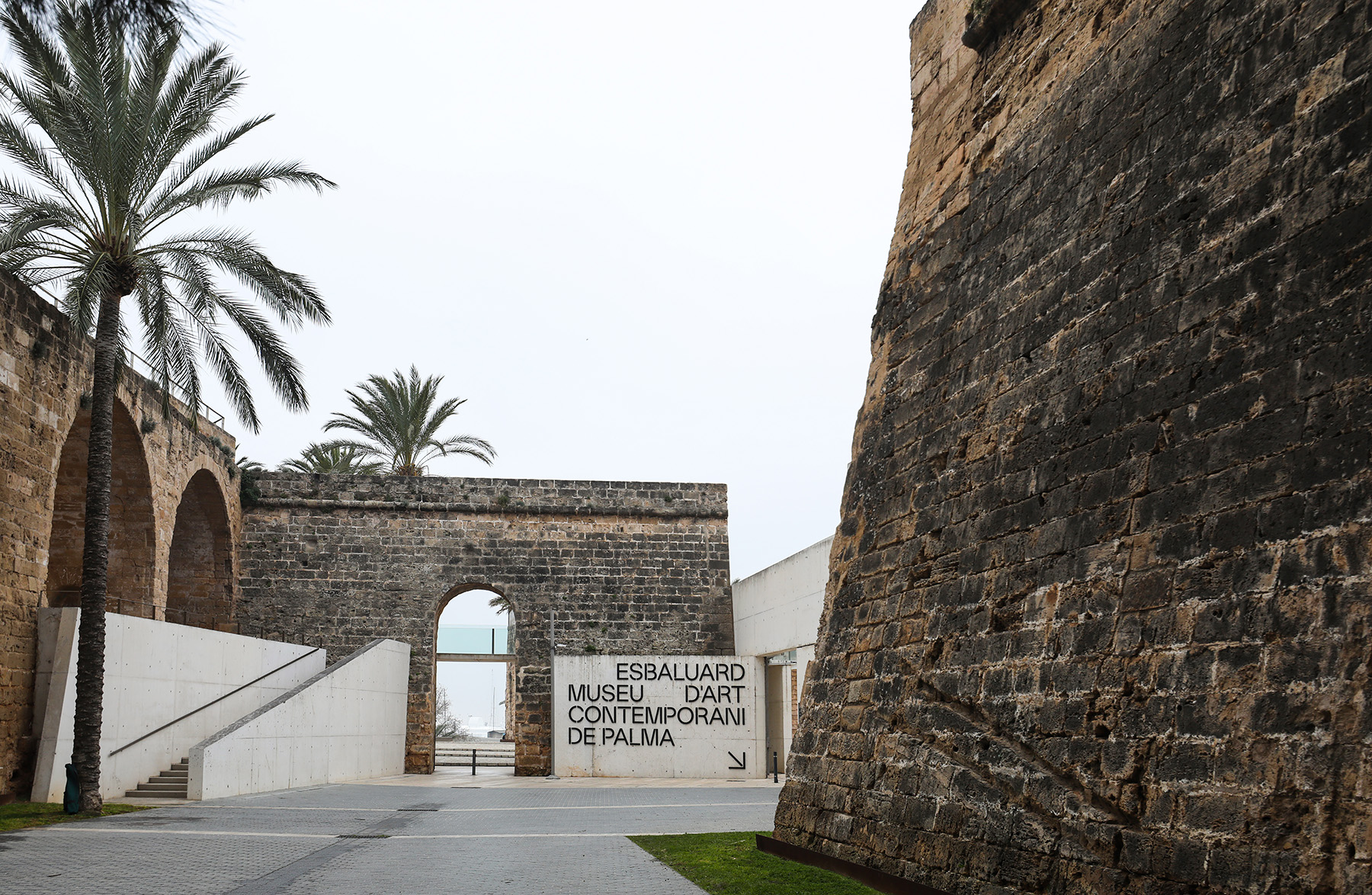
Es Baluard Museu d'Art Contemporani de Palma

Es Baluard Museu d’Art Contemporani de Palma, situado en Palma de Mallorca (Islas Baleares, España) e inaugurado el 30 de enero de 2004, es un museo que cuenta con un fondo de más de 700 obras de arte vinculadas a artistas del ámbito de las Islas y/o de referencia internacional.
Además de conservar y difundir su colección, desarrolla una programación que incluye exposiciones temporales, actividades culturales y ciclos educativos y de formación. Los principales artistas y movimientos relacionados con las Islas Baleares suponen un corpus que tomó forma desde la primera presentación de la Colección llevada a cabo el año de su apertura. 
Desde entonces, el núcleo inicial de los fondos del museo -formado por la donación y el depósito de obras de la Fundación de Arte Serra, junto a las obras depositadas por el Ayuntamiento de Palma de Mallorca, el Consejo Insular de Mallorca y el Gobierno de las Islas Baleares- se ha visto incrementado gracias al ingreso de obra en régimen de adquisición, donación y cesión temporal por parte de artistas, coleccionistas y entidades.
El director desde marzo de 2024 es David Barro.

## Ubicación
El edificio principal fue diseñado en 2003 por Lluís García-Ruiz, Jaume García-Ruiz, Vicente Tomás y Angel Sánchez Cantalejo, tiene una superficie total de 5.027 m², de los que 2.500 se destinan a espacios expositivos. Está dividido en tres plantas que se relacionan con el exterior, con las murallas y entre sí mediante rampas, claraboyas y grandes balcones interiores, buscando la idea de calle interior.

## La colección

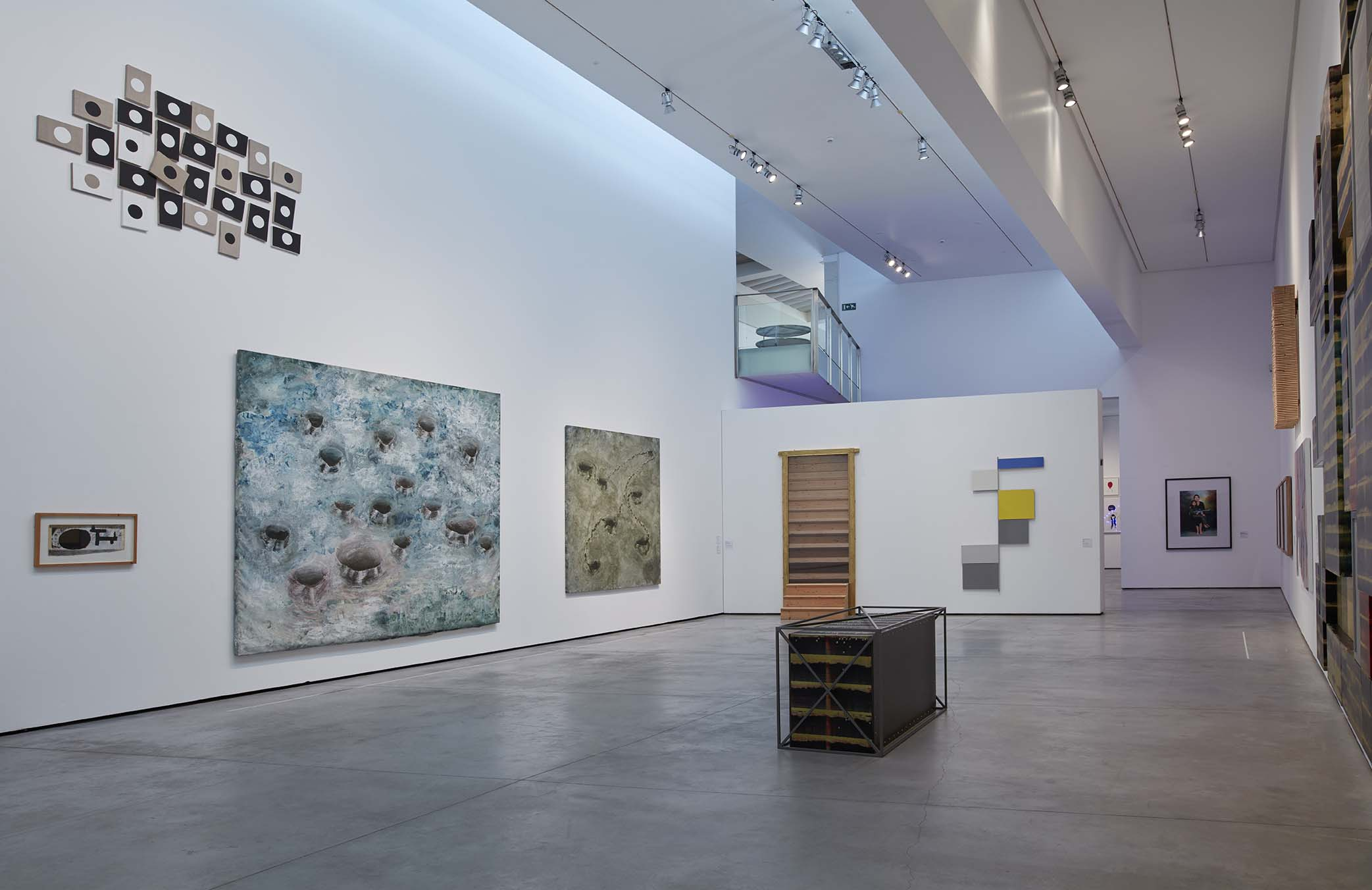
Interior del museo.

La Colección Es Baluard Museo de Arte Contemporáneo de Palma de Mallorca recoge obras de los principales artistas y movimientos que han confluido y confluyen en las Islas Baleares desde finales del siglo XIX hasta la actualidad. Se inicia con obras del modernismo pictórico y la renovación del género del paisaje en el Estado español, incidiendo en la importancia de Mallorca en su desarrollo. Joaquim Mir, Santiago Rusiñol, Hermen Anglada-Camarasa, Joaquín Sorolla, Antoni Gelabert y Tito Cittadini, son algunos de los artistas clave de ese período, situado entre finales del siglo XIX y la década de 1930; junto a ellos, dos creadoras, Pilar Montaner de Sureda y Norah Borges, vinculadas a las corrientes artísticas y literarias de la época.
Mientras, los primeros años del siglo XX son testigo del surgimiento en Europa de los diversos movimientos de vanguardia que se rebelaron ante la hegemonía del arte figurativo occidental, un estado de crisis cultural acrecentado tras la Primera Guerra Mundial y que continuaría en las décadas de 1940 y 1950 propugnando el cuestionamiento del objeto artístico. Entre los artistas representados se encuentran María Blanchard, Wifredo Lam, Fernand Léger,  André Masson, Roberto Matta, Joan Miró, Robert Motherwell, Jorge Oteiza, Picasso, Juli Ramis y Antoni Tàpies, entre otros.
Nueva figuración, pop, minimalismo o arte conceptual son solo algunas de las tendencias surgidas a partir de los sesenta en adelante, un período en el que las transformaciones sociales y culturales se suceden y que posteriormente sería etiquetado como «posmodernista». Erwin Bechtold, Joan Brossa, Erró, Juan Genovés, Hans Hartung, Rebecca Horn, Antoni Miralda, Pablo Palazuelo, Antonio Saura y Rafael Tur Costa, por ejemplo, anteceden a la nueva generación de pintores reconocidos: Miquel Barceló, José Manuel Broto, Miguel Ángel Campano, Maria Carbonero, Ramon Canet, Luis Gordillo, Anselm Kiefer o Juan Uslé.
La gran diversidad de lenguajes configura la escena artística actual, con creadores como Lida Abdul, Marina Abramović, Pilar Albarracín, Christian Boltanski, Daniel Canogar, Toni Catany, Ñaco Fabré, Mónica Fuster, Alberto García-Alix, Núria Marqués, Jorge Mayet, Joan Morey, Michael Najjar, Marina Núñez, Bernardí Roig, Francisco Ruiz de Infante, Amparo Sard, Antoni Socías y Nicholas Woods como ejemplos de esta evolución de las prácticas artísticas contemporáneas.

## Enlaces
- Wikimedia Commons alberga una categoría multimedia sobre Es Baluard.
- página oficial

- Datos: Q357917
- Multimedia: Es Baluard / Q357917